# Kuchi (folk)

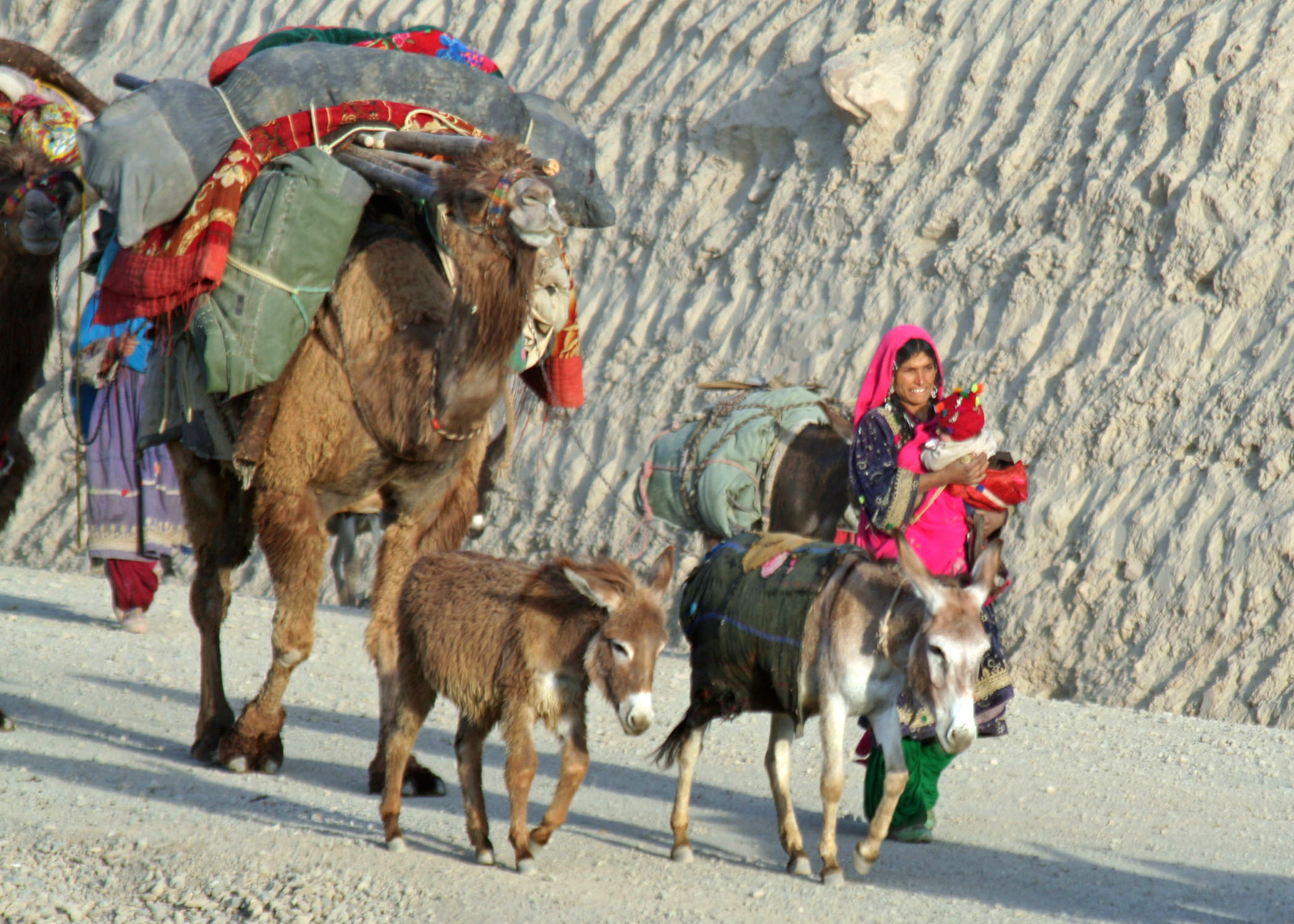
Kochis på väg in i Panjshirdalen.

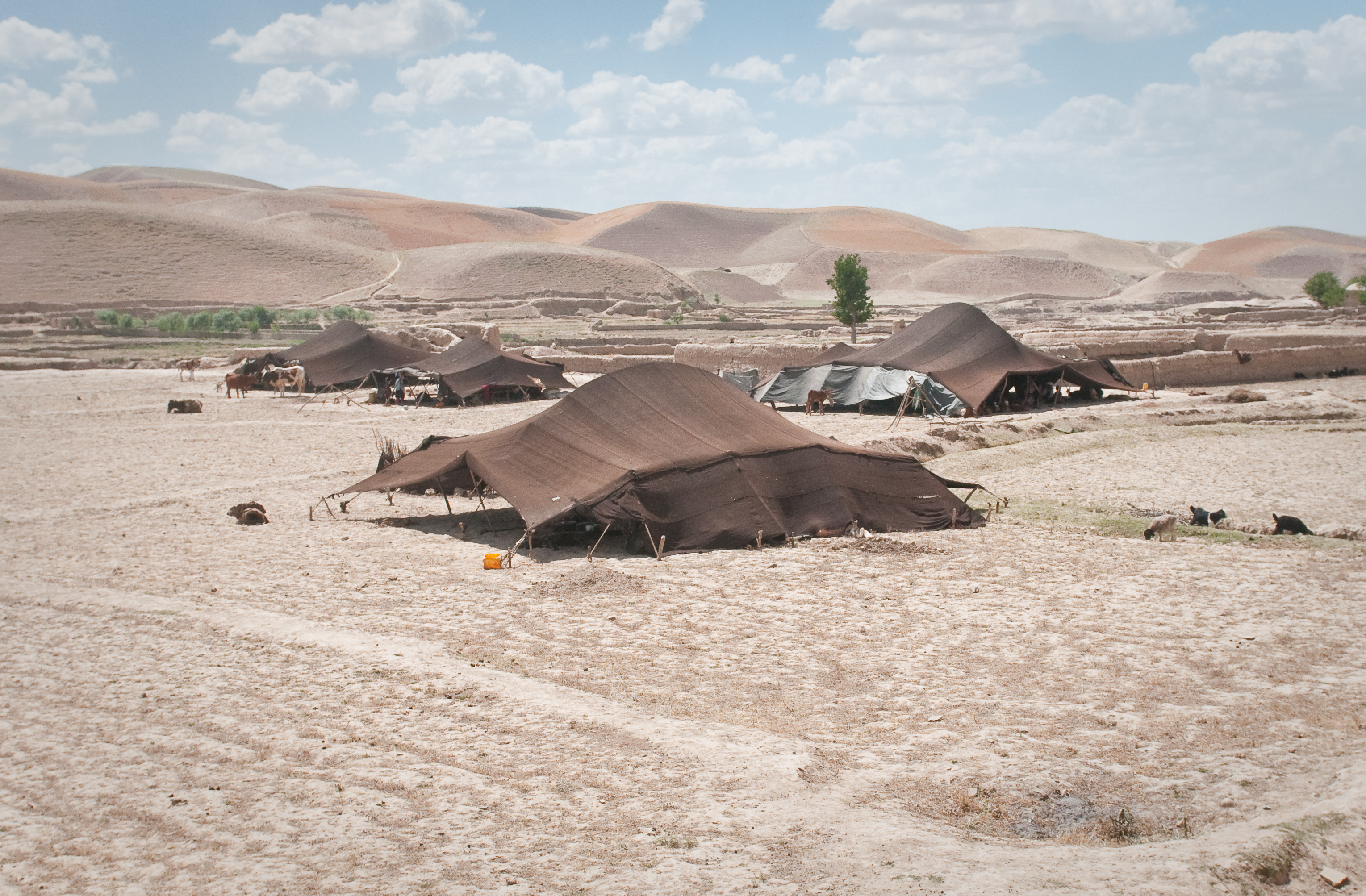
Kochis tältläger i Badghisprovinsen.

Kuchis eller Kochis ( från det persiska ordet کوچ koch; och betyder "migration") är ett pashtunskt nomadfolk i Afghanistan, liknande arabiska beduiner.

## Beskrivning
Afghanistans demografiska myndighet uppskattade år 2004 antalet Kuchi till 2 400 000, varav cirka 40% har lämnat sitt nomadliv och har fast bostad. Orsaken kan vara brist på betesmark som har blivit uppodlad, deras djur har dött på grund av svår torka eller krigshandlingar.
Kuchifolket lever på sin boskap, huvudsakligen får och getter som ger kött, mjölkprodukter, skinn och ull, som de kan byta mot spannmål, grönsaker och frukt. En utbredd byteshandel har utvecklats utmed deras karavanvägar. De migrerar från Afghanistans bergsområden till Indus dalar där de tillbringar vintern. Men denna migration försvårades på 1960-talet då gränsen mellan Afghanistan och Pakistan stängdes.

## Historia
Kuchifolket har vandrat över Afghanistan och följt årstiderna med sin boskap i många århundraden. Men landets mer eller mindre intensiva krigstillstånd sedan 1970-talets slut har pressat dem att bli bofasta. De har drivits bort från betesmarker som har odlats upp av lokalbefolkningen. Krig och torka har tvingat många att överge sin nomadiska livsstil. En del kuchis har kunnat bygga sina bostäder genom att sälja sina djur. Men över 50 procent av landets kochis lever i fattigdom. Många har samlats i grupper och byggt enkla hus utan byggnadstillstånd.
De två distrikten med namnet Behsud i Afghanistans provins Wardak är sedan slutet på 1800-talet platsen för våldsamma konflikter mellan bofasta jordbrukare från folkgruppen hazarer och nomadiserande boskapsskötare från kuchifolket. Båda grupperna har en svag socio-ekonomisk ställning i Afghanistan och är för sin försörjning beroende av att kunna använda samma mark och vatten, men för olika ändamål. Konflikten innefattar även kulturella och religiösa aspekter, eftersom hazara i regel är shiamuslimer medan kuchi är sunnimuslimer.

## Kuchis karavanleder
Flera karavanleder har gått från Afghanistans bergsområden och till Indusdalen i Brittiska Indien. På 1960-talet stängdes gränsen mellan Afghanistan och Pakistan. Kuchis anpassade sin migration och karavaner fortsatte in i västra Pakistan. De senaste 30 åren av krigshandlingar har också påverkat karavanlederna.
Den viktigaste leden startade i Badghisprovinsen i nordvästra Afghanistan och gick söderut mellan bergskedjan Hindukush och öknen, passerade en karavanseraj väster om den gamla staden Qala Bist.
Därifrån fortsatte leden mot nordost förbi Kabul upp i bergen och passerade buddhastatyerna vid Bamiyan, vidare genom Panjshirdalen och över gränsen till det som numera är Chitral National Park.

## Galleri

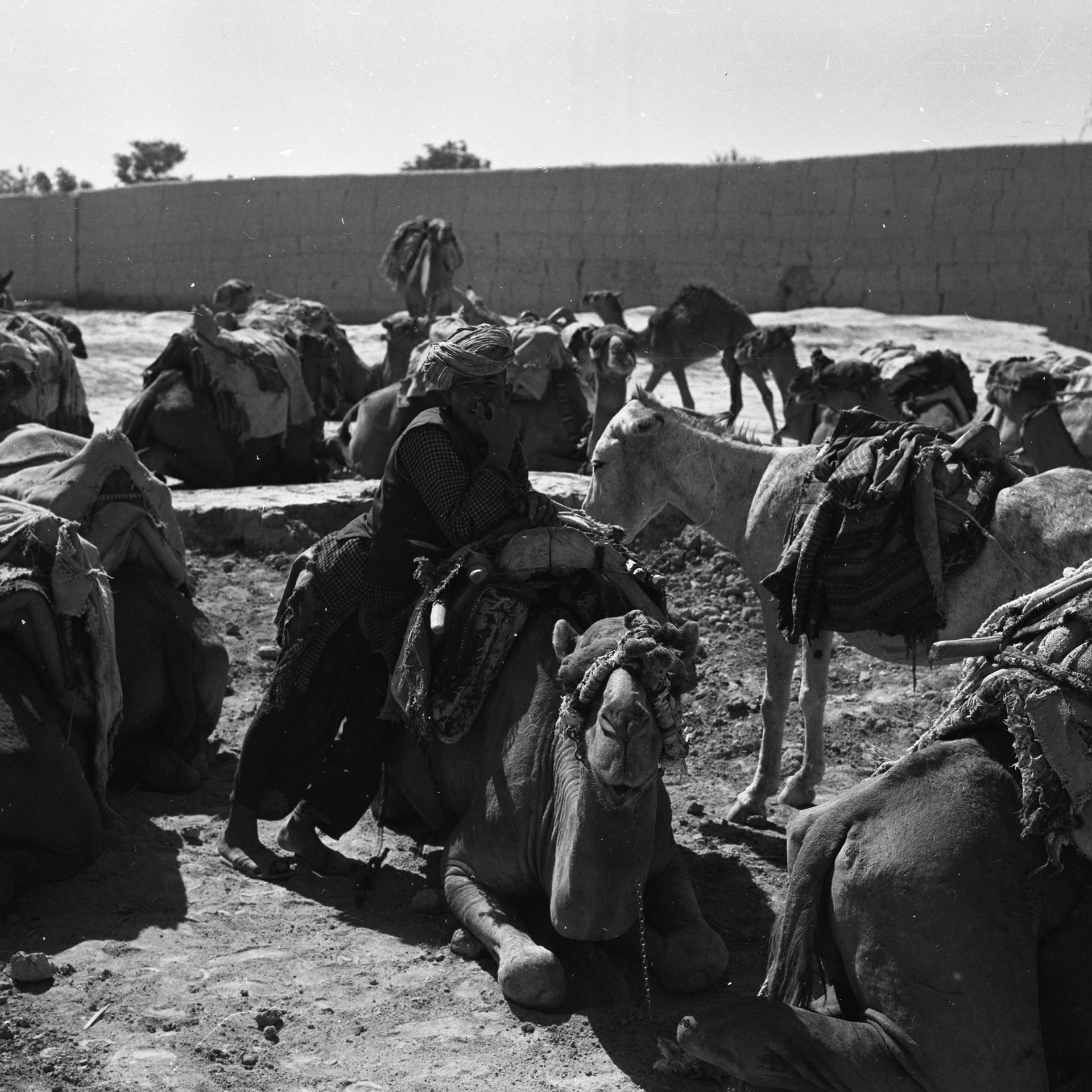
Karavanseraj i Afghanistan
Bamiandalen (2005), med en tom nisch efter en av de förstörda buddhastatyerna
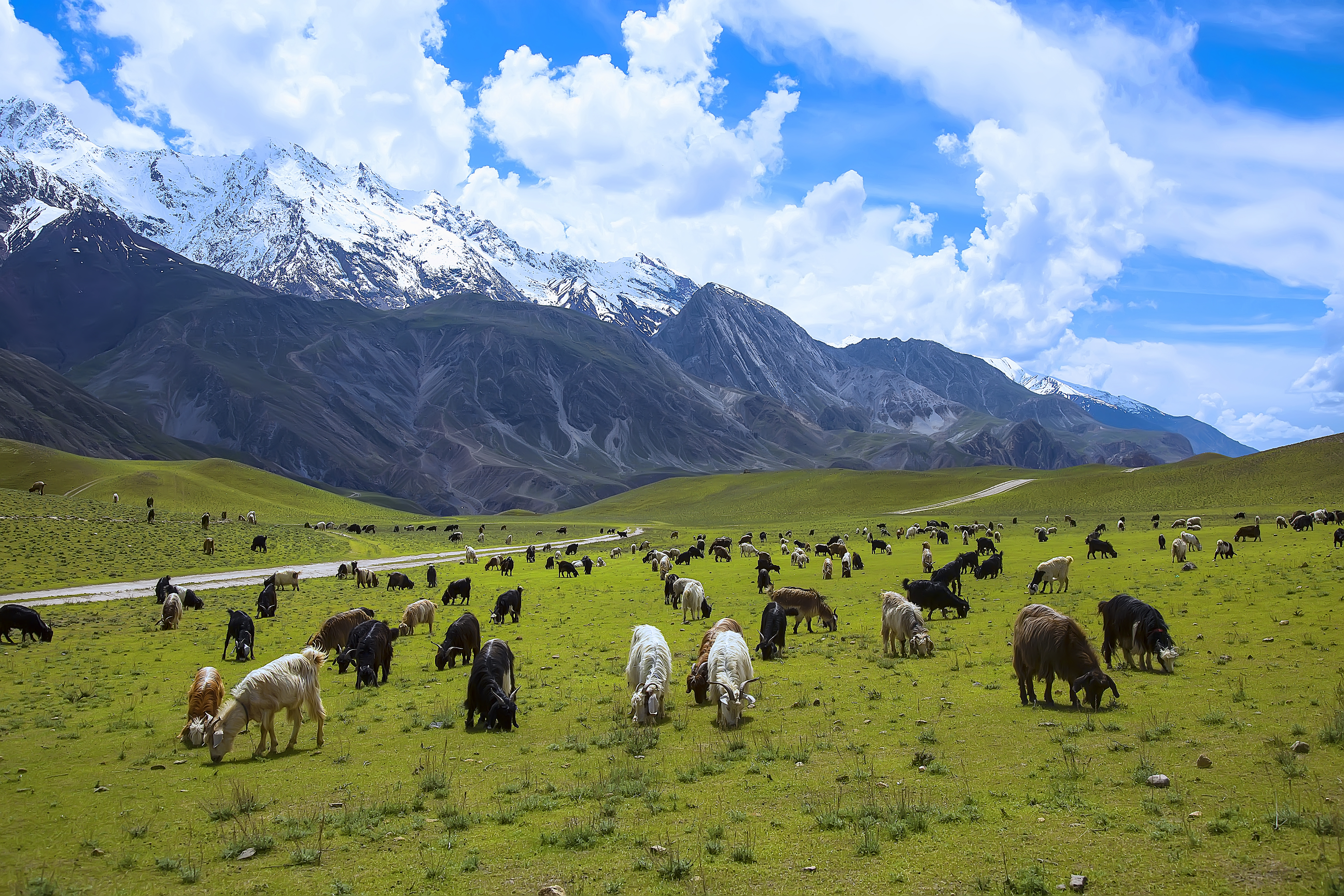
Betesmark vid Chitral National Park